# Austrochaperina hooglandi
Austrochaperina hooglandi är en groddjursart som först beskrevs av Richard G. Zweifel 1967.  Austrochaperina hooglandi ingår i släktet Austrochaperina och familjen Microhylidae. IUCN kategoriserar arten globalt som livskraftig. Inga underarter finns listade.